# Lega cattolica (Francia)

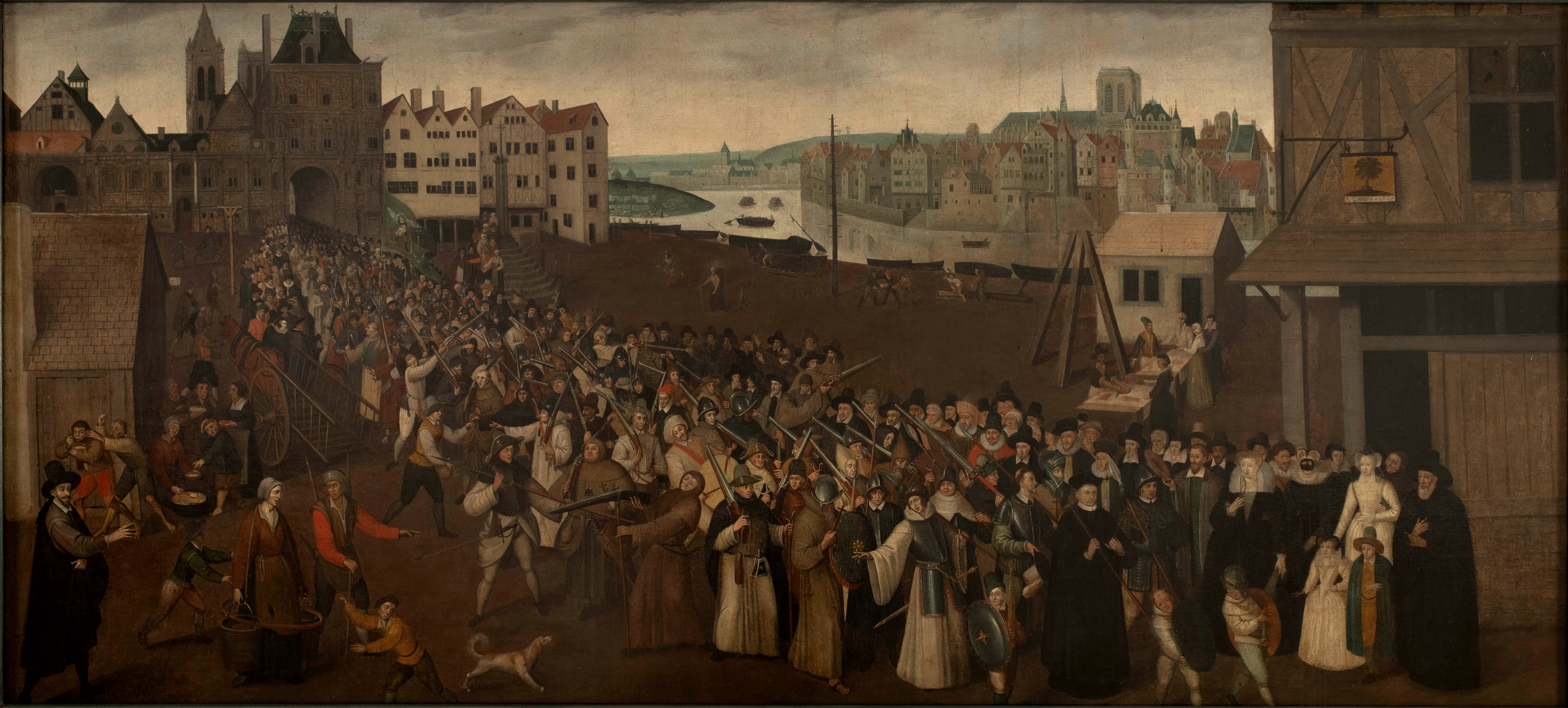
Processione della Lega Cattolica a Parigi nel 1590, Museo Carnavalet

La Lega cattolica (Ligue catholique) o Santa Lega (Sainte Ligue) o Santa Unione (Sainte Union) è il nome dato a un raggruppamento di cattolici, creato in Francia da Enrico di Guisa nel 1576. Era appoggiato dal papa Sisto V, dai Gesuiti, da Caterina de' Medici e da Filippo II di Spagna. Questo partito ultra–cattolico si formò come reazione all'Editto di Saint-Germain (1570) e all'Editto di Beaulieu (6 maggio 1576) giudicati troppo favorevoli ai protestanti; aveva lo scopo di estirpare definitivamente il protestantesimo dalla Francia. I suoi aderenti erano detti ligueurs.

## La prima Lega
Delle organizzazioni di cattolici di piccole dimensioni già esistevano un po' dappertutto in Francia, come ad esempio la Lega piccarda, creata nel 1568. Comunque l'attribuzione di piazzeforti ai protestanti provocò uno choc e la conseguente rivolta dei cattolici contro il re. Le confraternite di Saint-Esprit e altre leghe si unirono con lo scopo «nel nome della Santa Trinità per restaurare e difendere la Santa Chiesa cattolica, romana e apostolica». È una rivolta contro gli editti reali: Jacques d'Humières, governatore di Péronne, rifiuta di consegnare la città ai protestanti, e rivolge un appello ai principi e ai prelati del reame, al fine di ristabilire la religione cattolica e «l'obbedienza di Sua Maestà». Il movimento si estese rapidamente a tutta la Picardia, sostenuto dalla Spagna (i Paesi Bassi spagnoli si estendevano allora fino al vicino Artois) e successivamente a tutta la Francia. Nel periodo iniziale, gli appartenenti alla lega si consideravano dei buoni e leali sudditi del re di Francia Enrico III, dal momento che questi aveva ostinatamente difeso la Chiesa cattolica.
Il programma dei ligueurs, oltre la difesa della Chiesa comprendeva quella del re e quella degli Stati generali. In novembre, il duca Enrico I di Guisa organizzò la Lega a Parigi. Nel dicembre 1576, il re Enrico III prese il comando della Lega e riscrisse il suo programma (nella parte dove il potere reale veniva sottomesso agli Stati generali). L'anno seguente, l'agitazione generale si calma e la pace di Bergerac viene firmata il 14 settembre 1577. La libertà di coscienza viene accordata ai protestanti, oltre alla libertà di culto nei paesi e delle piazzeforti per sei anni.

## La seconda Lega

### Rinascita
Dopo una tregua di sette anni la crisi rinasce nel 1584, con la morte del duca d'Angiò e la designazione del protestante Enrico di Navarra come successore. Enrico I di Guisa si pone alla testa di una nuova Lega. Dopo il 1582 il re di Spagna Filippo II apporta il suo sostegno finanziario ai cattolici, avendo senza alcun dubbio il doppio obiettivo di affermare il cattolicesimo e di indebolire il re di Francia, suo rivale sulla scena europea. Conferma il suo sostegno con la firma del trattato di Joinville il 31 dicembre 1584, dove il successore designato al trono è il cardinale Carlo di Borbone-Vendôme.
La Lega pubblica la sua proclamazione il 31 marzo 1585 a Péronne, dove si dichiara di voler sottrarre il re ai favoriti, ristabilire la religione unica e obbligare il re a riunire regolarmente gli Stati generali. Le adesioni dei comandanti militari si moltiplicano.
Enrico III viene costretto a cedere davanti alle esigenze della Lega, divenuta troppo potente, al trattato di Nemours. L'ottava guerra di religione non ebbe né vinti né vincitori, in quanto la vittoria protestante a Coutras viene equilibrata dalle vittorie di Enrico di Guisa a Auneau e a Vimory (1587), che rinforzano ancora di più il prestigio del duca.
Parallelamente alla seconda Lega si formò una lega di città, intorno a Parigi, poi in Turenna, Champagne, Borgogna. Organizzata come una società segreta, possedeva un suo esercito ed era molto più estremista della Lega dei nobili. La Lega delle città considerava il re non più legittimo, e riteneva che dovesse essere sottomesso agli Stati generali; dopo il 1591 anche la nobiltà doveva essere sottomessa agli Stati generali.
Enrico III proibì a Enrico di Guisa di entrare a Parigi poiché dalla capitale giungevano voci d'insurrezione. Ma il duca di Guisa procedette oltre ed entrò nella capitale il 9 maggio. Davanti ai movimenti dell'armata reale Parigi non tardò ad alzare le barricate (giornate delle barricate del 12 maggio 1588). Per viltà o per evitare un bagno di sangue, Enrico III fuggì da Parigi per andare a Chartres. Firmò a Rouen il 15 luglio l'Editto di Unione contro i protestanti e consegnò la città di Boulogne ai ligueurs in modo tale che successivamente potessero incontrare gli spagnoli. Inoltre, Enrico di Guisa veniva nominato luogotenente-generale del re per il reame (comandante dell'esercito).

### L'assassinio del duca di Guisa

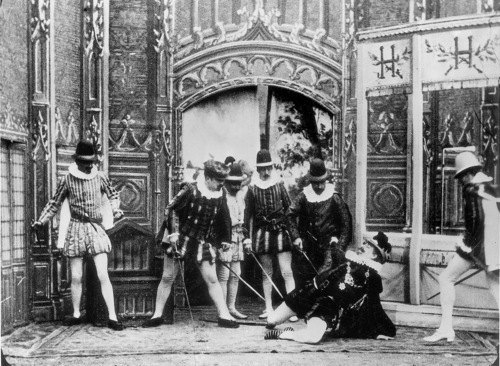
Scena dall'omonimo film muto francese del 1897

Il re venne costretto a convocare nuovamente gli Stati generali a Blois. Questi erano in maggioranza favorevoli alla Lega, e gli rifiutarono i finanziamenti. Fu in questo momento che Enrico III tentò, con un piano rischioso, di liberarsi dei Guisa. Fece assassinare il 23 dicembre 1588 il duca di Guisa, arrestare il cardinale di Borbone (che venne giustiziato poco dopo), il principe di Joinville, figlio del duca di Guisa, sua madre la duchessa di Nemours e suo cugino, il duca d'Elbeuf. Molti deputati degli Stati generali vennero ugualmente arrestati. Questo tentativo provocò una sollevazione generale. La Sorbona dispensò i sudditi dal dovere di fedeltà al re. Tutte le province controllate dalla Lega (essenzialmente la Lorena, feudo dei Guisa, la Champagne, il Sud, la Borgogna, la Bretagna, la Normandia, controllata da Filippo Emanuele di Lorena, governatore di Bretagna e cognato di Enrico di Guisa, e la regione di Parigi) si sollevarono contro il «tiranno» Enrico III. Si allearono al re di Navarra e le loro armate cinsero d'assedio Parigi. Fu in questo frangente che Enrico III venne assassinato il 2 agosto 1589 da Jacques Clément, un ligueur (seguace della Lega Cattolica) domenicano.
Nel 1589, Pierre Matthieu pubblicò una tragedia sull'assassinio del duca di Guisa intitolata La Guisiade.
La Lega oppose una resistenza accanita all'ugonotto Enrico di Navarra, re legittimo, a cui preferì lo zio paterno, il cardinale Carlo di Borbone-Vendôme subito chiamato «Carlo X» (morirà in prigione nel 1590). Sconfitta alla battaglia d'Ivry il 14 marzo 1590, provata da due assedi successivi della capitale (dove i membri più estremisti della Lega facevano regnare il terrore per mezzo di sedici scabini — che giustiziarono il presidente del Parlamento di Parigi, Brisson — il tutto tramite l'organizzazione di processioni spettacolari), la Lega ancora non si arrese.
I suoi eccessi, la sua preferenza per un principe straniero, i suoi finanziamenti spagnoli, il rimettere in discussione la monarchia, causarono progressivamente il distacco, a partire dal 1591, dei realisti, poi, una dopo l'altra, delle città. In ogni caso essa non disarmò finché Enrico IV non abiurò la sua fede protestante e ritornò al cattolicesimo. Venne consacrato re a Chartres il 27 febbraio 1594 e la sua vittoria a Fontaine-Française, in Borgogna, il 5 giugno 1595 sugli ultimi ligueurs (comandati da Carlo di Guisa, duca di Mayenne, fratello di Enrico I di Guisa, e spalleggiati dagli spagnoli), segnò la fine definitiva della Lega, uno dei più grandi pericoli corsi dalla monarchia francese prima dell'avvento dell'assolutismo. Con la pace di Vervins (2 maggio 1598), gli spagnoli abbandonano gli ultimi luoghi da loro occupati in Francia.